# Биштюбинка
Биштюбинка (тат. Биш-Түбә, ног. Бес-Тоьбе) — юртовское село Наримановского района Астраханской области, входит в состав Старокучергановского сельсовета. Пригород Астрахани, граничит с Трусовским районом города
Население - 1137 (2014)

## История
Село основано ориентировочно в конце 17 века -  начале 18 века, юртовскими татарами, на это косвенно указывают материалы судебного спора возникшего при образовании села Старокучергановка, когда у казанских татар - переселенцев  основавших данное село, возник спор о землях с юртовскими татарами села Биштюбинского, начавшийся в 1803 году. Тогда юртовские татары с. Биштюбинка в письме на имя губернатора Астраханской губернии, указывали что они  и их деды и прадеды жили в Биштюбинке.
Согласно Списку населённых мест Астраханской губернии в 1859 году в селе Бестюбинском (Бештюбе) имелось 53 двора, 2 мечети, проживало 147 душ мужского и 114 женского пола. Согласно Памятной книжке Астраханской губернии на 1905 год Бештюбинское относилась к Царевской волости Астраханского уезда, в селе имелось 53 двора, проживало 214 жителей, селу было отведено 492 десятин удобной и 487 неудобной земли. Согласно Памятной книжке на 1914 год в селе Бештюбинском Зацаревской волости имелось 64 двора, проживало 154 души мужского и 136 женского пола.

## Физико-географическая характеристика
Село расположено на юго-востоке Наримановского района, в пределах западной ильменно-бугровой равнины, являющейся частью Прикаспийской низменности, при безымянном ерике, на высоте около 20 метров ниже уровня мирового океана. Особенностью местности является распространение вытянутых в субширотном направлении так называемых бэровскими буграми. Понижения между буграми заняты ильменями, ериками и солончаками.  Почвенный покров комплексный: на буграх Бэра распространены бурые полупустынные почвы, в межбугровых понижениях ильменно-болотные и ильменно-луговые почвы.
Расстояние до центра Астрахани составляет 8,3 км, до районного центра города Нариманов - 49 км, до административного центра сельского поселения села Старокучергановка - 2 км.
Климат резко континентальный, с жарким и засушливым летом и бесснежной ветреной, иногда с большими холодами, зимой. Согласно классификации климатов Кёппена-Гейгера тип климата - семиаридный (индекс BSk).
Часовой пояс
Биштюбинка, как и вся Астраханская область, находится в часовой зоне МСК+1. Смещение применяемого времени относительно UTC составляет +4:00.

## Население
| 1859 | 1904 | 1914 |
| ---- | ---- | ---- |
| 261  | 214  | 290  |

| 2002 | 2010  | 2011  | 2013  | 2014  |
| ---- | ----- | ----- | ----- | ----- |
| 1074 | ↗1117 | ↗1262 | ↘1134 | ↗1137 |

Национальный состав
По переписи населения 2002 года: 76 % населения составляют татары, также проживают русские, ногайцы, казахи, кумыки, аварцы, лезгины
| № |                           | Численность населения, чел. (2010) | % от всего | % от указав- ших нацио- наль- ность |
| - | ------------------------- | ---------------------------------- | ---------- | ----------------------------------- |
|   | всего                     | 1105                               | 100,00 %   |                                     |
| 1 | Татары                    | 745                                | 67,42 %    | 69,05 %                             |
| 2 | Русские                   | 239                                | 21,63 %    | 22,15 %                             |
| 3 | Казахи                    | 53                                 | 4,80 %     | 4,91 %                              |
| 4 | Таджики                   | 9                                  | 0,81 %     | 0,83 %                              |
| 5 | Лезгины                   | 8                                  | 0,72 %     | 0,74 %                              |
|   | другие                    | 25                                 | 2,26 %     | 2,32 %                              |
|   | указали национальность    | 1079                               | 99,67 %    | 100,00 %                            |
|   | не указали национальность | 26                                 | 0,33 %     |                                     |

## Религия
Мечети
- Мечеть Намус